# 페니어
페니어(스코틀랜드 게일어: bean-nighe [pɛˈɲi.ə])는 스코틀랜드 민속에 나오는 여자 요정이다. 죽음의 징조 또는 별세계에서 온 전령이다. "페니어"는 "빨래하는 여자", "세탁부"라는 뜻이다. 반시의 일종으로, 적막한 강가에 출몰하며 곧 죽을 사람의 옷을 빤다. 

## 같이 보기
- 모리안